# Asso (film)
Asso è un film italiano del 1981, diretto da Castellano e Pipolo.

## Trama
Asso è un incallito giocatore che si è guadagnato il soprannome per la sua bravura con le carte. Lo stesso giorno in cui si sposa, viene a sapere che in città è arrivato il Marsigliese, un noto giocatore d'azzardo. La moglie, Silvia, si convince a lasciarlo andare, ma soltanto a patto che quella sia l'ultima volta di Asso al tavolo da gioco. Asso va quindi al bar di Bretella per incontrare il Marsigliese e giocare quella che viene subito definita "la partita del secolo". Asso stravince, riducendo sul lastrico l'avversario.
Di ritorno a casa, però, Asso incontra Sicario, un killer a pagamento, che lo uccide; da questo momento, Asso diventa un fantasma. Tornato a casa, racconta alla moglie della sua improvvisa morte e del fatto di essere visibile solo a lei grazie al suo amore. Silvia, inizialmente incredula, accetta la realtà del fatto solo quando viene chiamata a riconoscere la salma del marito all'obitorio. Il fantasma affianca quindi la sua vedova, cercando di trovarle un marito; la scelta ricade sul facoltoso banchiere Luigi Morgan, ancora innamorato della defunta moglie, Enrichetta, il cui spirito darà dei consigli ad Asso sul come farli convolare a nozze, dando vita ad alcune divertenti situazioni. Bretella, approfittando della morte di Asso, tenta con ogni mezzo di conquistare Silvia, ma lei non cede.
Asso incontra lo spirito di Sicario, che lo ha ucciso (a sua volta fatto fuori da Bretella dopo essersi rifiutato di uccidere Morgan e averlo avvertito che l'indomani sarebbe andato alla polizia per autodenunciarsi dell'assassinio di Asso), il quale gli rivela che a commissionare l'omicidio è stato proprio il barista. Asso può così vendicarsi del delinquente che, nel frattempo, sta cercando di impedire la celebrazione del matrimonio tra Silvia e Morgan, rapendo quest'ultimo. Dopo un rocambolesco inseguimento, Asso riesce a salvare il banchiere e a far arrestare Bretella. Morgan, però, decide di non sposare più Silvia, tenendo fede a un voto fatto durante l'inseguimento: se si fosse salvato dal rapimento, sarebbe rimasto per sempre lo sposo della sua amata Enrichetta.
Silvia finisce per innamorarsi di un giocatore di poker, il Varesino, bravo almeno quanto Asso e con la sua stessa faccia, e il fantasma svanisce, non prima di contraddirsi nel ricordare alla moglie che un tipo simile sarebbe stato capace di abbandonarla per giocare una partita a carte.
Asso arriva infine nel paradiso dei giocatori d'azzardo e si mette a giocare a poker con Dio in persona. Perde, ma Dio gli promette una rivincita dopo qualche millennio.

## Luoghi delle riprese
- La scena della morte di Asso è stata girata presso il Naviglio Grande, a Gaggiano.
- L'incontro tra Asso ed Enrichetta avvenne all'ippodromo del Mirabello di Monza.
- L'hotel dove Silvia incontra il banchiere Morgan è il Royal Hotel di Sanremo.
- Il dialogo tra Asso e il Sicario, dopo la morte di quest'ultimo, è stata girata presso la Villa Belgiojoso Bonaparte di Milano.
- Alcune scene dell'inseguimento in macchina, come gran parte del film, sono state girate a Milano.
- Altre scene dell'inseguimento in macchina sono state girate a Corsico; esso termina alla Villa Reale di Monza.

## Incassi
Il film risultò 5º campione d'incassi nella stagione cinematografica italiana 1980-1981.